# Jim Boylan
Jim Boylan (nacido el 29 de abril de 1955 en Jersey City, Nueva Jersey), es un entrenador de baloncesto estadounidense, que hasta 2019 formaba parte del equipo técnico de los Cleveland Cavaliers.

## Carrera como jugador
Boylan estudió en la Universidad de Marquette, donde ganó en 1977 el Campeonato de la NCAA. Después de ello, en 1978 fue elegido en la cuarta ronda del Draft de la NBA de 1977 por los San Diego Clippers. Pese a ello, Boylan jamás debutó en la NBA, y fue traspasado al Alvik Basket de Estocolmo, en Suecia. Allí se retiró.

## Carrera como entrenador
De 1982 a 1986, Boylan entrenó al Vevey suizo, y después volvió a EE. UU. para entrenar en la Universidad de New Hampshire. En 1992, entró como coordinador de vídeos en Cleveland Cavaliers. En 1997, abandonó Cleveland para marcharse a Vancouver Grizzlies como asistente junto a Brian Hill, y posteriormente junto a Lionel Hollins. En 2001, fichó por Phoenix Suns como miembro del personal técnico de Frank Johnson, y continuó trabajando con su sucesor, Scott Skiles. Después de que Skiles fuese despedido, en 2002, Boylan fichó por Atlanta Hawks, bajo la batuta de Terry Stotts.
En 2004, se reencontró con Skiles en Chicago Bulls, y posteriormente, en 2007, tras ser despedido Skiles, se hizo con el equipo. En 2008 firmó como entrenador asistente de los Milwaukee Bucks.